# Léon Denis
Léon Denis (Foug, 1 de janeiro de 1846 - Tours, 12 de Abril de 1927) foi um pensador espírita, médium e um dos principais continuadores do espiritismo após a morte de Allan Kardec, ao lado de Gabriel Delanne e Camille Flammarion. Fez conferências por toda a Europa em congressos internacionais espíritas e espiritualistas, defendendo ativamente a ideia da sobrevivência da alma e suas conseqüências no campo da ética nas relações humanas. É conhecido como sendo o "consolidador do Espiritismo" em toda a Europa, bem como "apóstolo do Espiritismo", dadas as suas qualidades intrínsecas de estudioso do Espiritismo.

## Biografia
Autodidata, tendo mostrado inclinações literárias e filosóficas, aos 18 anos travou contato com O Livro dos Espíritos e tornou-se adepto da Doutrina Espírita. Desempenhou importante papel na sua divulgação, enfrentando as críticas do positivismo materialista, do ateísmo e a reação do Catolicismo. Foi ainda membro atuante da Maçonaria.
Em 1900 participou do II Congresso Espírita Internacional. Participou ainda do Congresso Espírita de Liège (1905) e Bruxelas (1910), ambos na (Bélgica).
A partir de 1910 a sua visão começou a diminuir, mas isso não impediu que prosseguisse no trabalho de defesa da existência e sobrevivência da alma. Logo depois da Primeira Guerra Mundial, aprendeu a linguagem Braille.
Em 1925 foi aclamado presidente do Congresso Espírita Internacional (Paris), no qual foi formada a Federação Espírita Internacional. Neste congresso quiseram tirar o aspecto religioso do Espiritismo mas Denis se opôs a isso com tenacidade, apesar da acentuada velhice.
Denis trabalhava em seu novo livro O Gênio Celta e o Mundo Invisível quando foi acometido pela pneumonia, e com a ajuda de duas secretárias, conseguiu concluir a obra. Morreu às 21 h da noite de 12 de abril de 1927, terça-feira, em sua casa.
A sua grande produção na literatura espírita, bem como o seu caráter afável e abnegado, valeram-lhe a alcunha de Apóstolo do Espiritismo.
Ao longo de sua vida manteve estreita ligação com a Federação Espírita Brasileira, tendo sido aprovada por unanimidade a sua indicação para sócio distinto e Presidente honorário da instituição (1901).

### As religiões e a verdade
Léon Denis afirmou que "a verdade assemelha-se às gotas de chuva que tremem na extremidade de um ramo; enquanto ali estão suspensas, brilham como diamantes puros no esplendor do dia; quando tocam o chão, misturam-se com todas as impurezas. Tudo o que nos chega do Alto corrompe-se ao contato com a terra; até o íntimo do santuário o homem levou suas paixões; as suas concupiscências, as suas misérias morais. Assim em cada religião o erro, fruto da terra, mistura-se à verdade que é o bem dos céus".

### Citações
| “                                           | Recorda-te de que a vida é curta; esforça-te, pois, por conquistar, enquanto o podes, aquilo que vieste aqui realizar: o verdadeiro aperfeiçoamento. Possa teu espírito partir desta Terra mais puro do que quando nela entrou! Pensa que a Terra é um campo de batalha, onde a matéria e os sentidos assediam continuamente a alma; corrige teus defeitos, modifica teu caráter, reforça a tua vontade; eleva-te pelo pensamento, acima das vulgaridades da Terra e contempla o espetáculo luminoso do céu. | ” |
| — Léon Denis, no seu livro Depois da Morte. | |   |

## Principais obras
Dentre suas obras, destacam-se:
- Cristianismo e Espiritismo (FEB)
- Depois da Morte (FEB)
- Espíritos e Médiuns (CELD)
- Joana D'Arc, Médium (FEB)
- No Invisível (FEB)
- O Além e a Sobrevivência do Ser (FEB)
- O Espiritismo e o Clero Católico (CELD)
- O Espiritismo na Arte (Lachâtre)
- O Gênio Céltico e o Mundo Invisível (CELD)
- O Grande Enigma (FEB)
- O Mundo Invisível e a Guerra (CELD)
- O Porquê da Vida (FEB)
- O Problema do Ser, do Destino e da Dor (FEB)
- O Progresso (CELD)
- Socialismo e Espiritismo (O Clarim)
- O Espiritismo e as Forças Radiantes (CELD)